# Новозоринська сільська рада
Новозо́ринська сільська рада (рос. Новозоринский сельский совет) — сільське поселення у складі Павловського району Алтайського краю Росії.
Адміністративний центр — селище Нові Зорі.

## Населення
Населення — 3328 осіб (2019; 3340 в 2010, 3416 у 2002).

## Склад
До складу сільської ради входять:
| Населений пункт     | Населення, осіб (2002) | Населення, осіб (2010) |
| ------------------- | ---------------------- | ---------------------- |
| Мала Штабка, селище | 40                     | 46                     |
| Мохове, село        | 22                     | 25                     |
| Нові Зорі, селище   | 3354                   | 3269                   |